# Ringfort von Realtogue

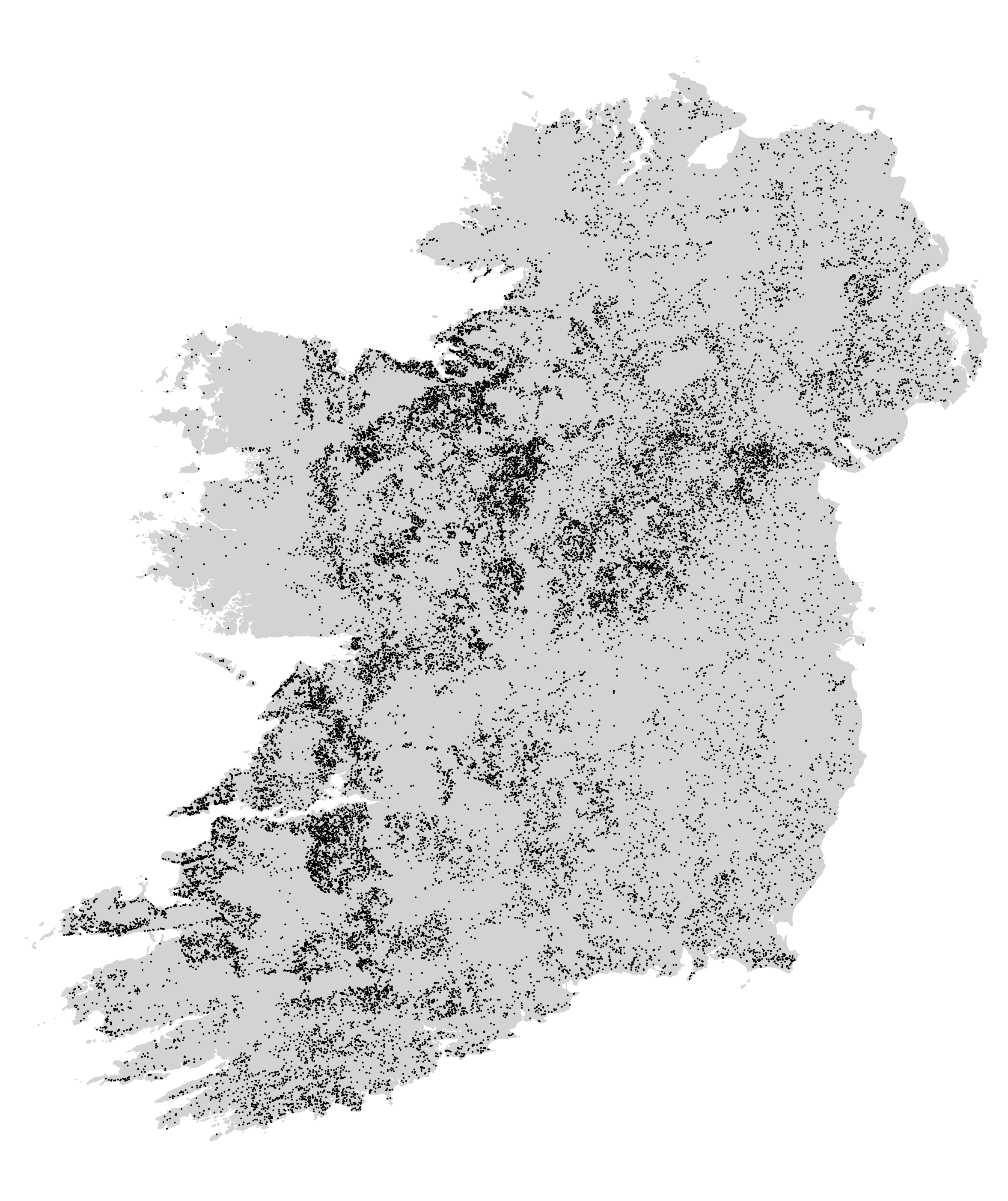
Ringfortverbreitung

Das Ringfort von Realtogue (auch Realtoge, irisch Réaltóg) ist ein ovaler Ráth von etwa 49 auf 41 m Durchmesser im County Meath in Irland mit einem äußeren Graben. Das Ringfort ist ein National Monument und liegt etwa 3,5 km nordwestlich von Kentstown nördlich des Nanny, eines Nebenflusses des Boyne.
Ein Haus (von etwa 9,0 × 5,0 m) liegt im Osten am inneren Wall. Im Südosten liegt eine Eingangslücke im Wall, aber kein zugehöriger Damm überquert den Graben.
Ein heiliger Brunnen (Tobermurry) und das National Monument Ringfort von Danestown liegen in der Nähe.